# Achim Feyl
Achim Feyl (* 4. September 1960; † 23. Juni 2021) war ein deutscher Fußballspieler, der als -trainer im Amateurbereich tätig war.
In seiner Spielerlaufbahn trat Feyl beim unterklassigen FC Uhingen an sowie beim VfB Stuttgart, in dessen Reihen er 1984/85 seinen einzigen Profieinsatz verzeichnete.
Später war Feyl als Amateurtrainer tätig, etwa beim TSV Ötlingen, SC Geislingen, SV Heldenfingen oder GSV Dürnau.